# Zlatko Tripić
Zlatko Tripić (Fiume, 1992. december 2. –) horvát születésű norvég korosztályos válogatott labdarúgó, a Viking csatárja.

## Pályafutása

### Klubcsapatokban
Tripić a horvátországi Fiume városában született boszniai felmenőkkel. 9 hónapos korában a családjával együtt a norvégiai Lyngdalba költözött és ott nevelkedett fel. Az ifjúsági pályafutását a helyi Lyngdal csapatában kezdte, majd 2008-ban a Tonstad akadémiájánál folytatta.
2011-ben mutatkozott be az Egersund felnőtt csapatában. Sikeres debütálása felkeltette az érdeklődését az első osztályban szereplő Strømsgodsetnek és Moldének. Végül a Molde mellett döntött és 2011 augusztusában a klubhoz szerződött. A Tippeligaenben először a Start ellen 2–1-re megnyert mérkőzésen lépett pályára. A 2011-es szezonban megszerezte a klubbal a bajnoki címet. A következő évben kölcsönben szerepelt a Fredrikstad csapatánál. 
A 2014-es szezon vége után a német 2. Bundesligában szereplő Greuther Fürthhöz szerződött. 2017 augusztusában átigazolt a moldovai Sheriff Tiraspolhoz. Fél évvel később visszatért Norvégiába és a másodosztályú Vikingnél folytatta a pályafutását. A 2018-as szezonban feljutottal az Eliteserienbe. 2019. december 8-án, a Haugesund ellen 1–0-ra megnyert kupadöntőben Tripić szerezte a győztes gólt, így egyben a kupát is megnyerték. 2020. január 15-én a Süper Lig-ben érdekelt Göztepe együtteséhez igazolt. 2021. május 7-én ötéves szerződést kötött a Vikinggel.

### A válogatottban
2012-ben mutatkozott be a norvég U21-es válogatottban. Először 2012. október 11-én, Hollandia ellen 2–1-re megnyert barátságos mérkőzésen lépett pályára. 2014-ben az U23-as válogatottban is debütált.

## Statisztikák
2023. augusztus 6. szerint
| Klub                     | Szezon   | Osztály                    | Bajnokság | Bajnokság | Kupa  | Kupa | Nemzetközi | Nemzetközi | Összesen | Összesen |
| Klub                     | Szezon   | Osztály                    | Meccs     | Gól       | Meccs | Gól  | Meccs      | Gól        | Meccs    | Gól      |
| ------------------------ | -------- | -------------------------- | --------- | --------- | ----- | ---- | ---------- | ---------- | -------- | -------- |
| Molde                    | 2011     | Tippeligaen                | 9         | 1         | 1     | 0    | —          | —          | 10       | 1        |
| Molde                    | 2012     | Tippeligaen                | 12        | 0         | 4     | 0    | 2          | 0          | 18       | 0        |
| Molde                    | 2013     | Tippeligaen                | 18        | 2         | 5     | 1    | 6          | 0          | 29       | 3        |
| Molde                    | Összesen | Összesen                   | 39        | 3         | 10    | 1    | 8          | 0          | 57       | 4        |
| Fredrikstad (kölcsönben) | 2012     | Tippeligaen                | 10        | 1         | 0     | 0    | —          | —          | 10       | 1        |
| Start                    | 2014     | Tippeligaen                | 28        | 6         | 4     | 2    | —          | —          | 32       | 8        |
| Greuther Fürth           | 2014–15  | 2. Bundesliga              | 9         | 0         | 0     | 0    | —          | —          | 9        | 0        |
| Greuther Fürth           | 2015–16  | 2. Bundesliga              | 14        | 0         | 1     | 0    | —          | —          | 15       | 0        |
| Greuther Fürth           | 2016–17  | 2. Bundesliga              | 13        | 1         | 2     | 1    | —          | —          | 15       | 2        |
| Greuther Fürth           | Összesen | Összesen                   | 36        | 1         | 3     | 1    | 0          | 0          | 39       | 2        |
| Sheriff Tiraspol         | 2017     | Moldovan National Division | 5         | 0         | 0     | 0    | 3          | 0          | 8        | 0        |
| Viking                   | 2018     | OBOS-ligaen                | 25        | 7         | 1     | 0    | —          | —          | 26       | 7        |
| Viking                   | 2019     | Eliteserien                | 24        | 5         | 6     | 3    | —          | —          | 30       | 8        |
| Viking                   | Összesen | Összesen                   | 49        | 12        | 7     | 3    | 0          | 0          | 56       | 15       |
| Göztepe                  | 2019–20  | Süper Lig                  | 11        | 0         | 1     | 1    | —          | —          | 12       | 1        |
| Göztepe                  | 2020–21  | Süper Lig                  | 31        | 3         | 2     | 0    | —          | —          | 33       | 3        |
| Göztepe                  | Összesen | Összesen                   | 42        | 3         | 3     | 1    | 0          | 0          | 45       | 4        |
| Viking                   | 2021     | Eliteserien                | 23        | 7         | 2     | 1    | —          | —          | 25       | 8        |
| Viking                   | 2022     | Eliteserien                | 20        | 5         | 4     | 1    | 6          | 2          | 30       | 8        |
| Viking                   | 2023     | Eliteserien                | 17        | 10        | 5     | 2    | —          | —          | 22       | 12       |
| Viking                   | Összesen | Összesen                   | 60        | 22        | 11    | 4    | 6          | 2          | 77       | 28       |
| Összesen                 | Összesen | Összesen                   | 269       | 48        | 38    | 12   | 17         | 2          | 324      | 62       |

## Sikerei, díjai
Molde
- Tippeligaen
  - Bajnok (2): 2011, 2012

- Norvég Kupa
  - Győztes (1): 2013

Sheriff Tiraspol
- Moldovan National Division
  - Bajnok (1): 2017

Viking
- OBOS-ligaen
  - Feljutó (1): 2018

- Norvég Kupa
  - Győztes (1): 2019